# Turóci-medence
A Turóci-medence (szlovákul Turčianska kotlina, németül Turzbecken) hegyközi medence az Északnyugati-Kárpátokban, Szlovákiában. Területe a Zsolnai kerület Turócszentmártoni járásába és a Stubnyafürdői járásába esik. 

## Neve
Nevét központi vízfolyásáról, a Turóc folyóról kapta. Hagyományos beceneve a tájnak a „Turóci kertecske”.

## Elhelyezkedése
Mintegy 30 kilométer hosszú, 10 kilométer széles, termékeny, viszonylag sík terület az Északnyugati-Kárpátok különböző hegyláncai között. Északról és nyugatról a Kis-Fátra, keletről a Nagy-Fátra (avagy Öreg-Fátra), délről pedig a Körmöci-hegység határolja. Tengerszint feletti magassága 4-500 m. A trianoni békeszerződés előtt a Magyar Királyság Turóc vármegyéjéhez tartozott.
A Kis-Fátra e szakaszának külön nevei is vannak: Lucsányi-Fátra (Lucskai-Fátra, Lúčanská Fatra) vagy Mártoni-hegység, mivel Turócszentmárton van a közelében.
Északi részén folyik keletről nyugatra a Vág. Névadó folyója, a Turóc a medencét délről határoló Körmöci-, illetve Zsár-hegységekben ered, innen északra folyik, majd Ruttkánál a Vágba ömlik.

## Népessége
A terület lakossága eredetileg is szlovák, és itt alakult ki a szlovák nemzeti érzés és a 19. századi nemzeti mozgalom központja, valamint a szlovák nyelvnek az a nyelvjárása, amiből a szlovák irodalmi nyelv lett. A 12-14. században magyar határőröket telepítettek az itteni gyepűkhöz, majd a törökök elől sok magyar nemes húzódott fel erre a vidékre és épített magának kastélyt, várat.

### Települések
(Zárójelben a szlovák név szerepel.)
- Turócszentmárton (Martin)
- Ruttka (Vrútky)
- Stubnyafürdő (Turčianske Teplice)
- Nagyturány (Turany)